# Villa Les Bossettes
La villa Les Bossettes, est une villa de Dives-sur-Mer.

## Histoire
Elle a été bâtie entre 1903 et 1908 sur les plans de l'architecte caennais René-Jacques Baumier et son élève Georges Pichereau pour le compte d'un Allemand, joaillier, Ruthaembur.
Elle est située 26, rue du Port.

## Architecture
La maison, les façades et toitures de la maison de gardien et des communs ainsi que la serre ont été inscrits aux monuments historiques par un arrêté du 18 mai 1995.